# El canon de medicina
El Canon de medicina (título original en árabe: القانون في الطب, Al-qanun fi al-tibb) es una enciclopedia médica de 5 volúmenes escrita por el científico y médico musulmán persa Ibn Sina (Avicena) alrededor del año 1025. El libro se basaba en una combinación de su propia experiencia personal, del conocimiento médico del mundo islámico medieval, el cual había sido influenciado por tradiciones anteriores como las medicinas griega y romana (particularmente los escritos de Galeno ); las medicinas persa, china y de la India (representada por las obras de Súsruta y Cháraka), así como por las medicinas persa y árabe preislámicas. El Canon se considera uno de los libros más famosos de la historia de la medicina. Su traducción del árabe al latín en el siglo XII por la Escuela de Traductores de Toledo influyó mucho en el desarrollo de la medicina medieval en Europa Occidental.
El canon de medicina fue una autoridad de la medicina hasta el siglo XVIII. Establece los principios de la medicina en Europa y en el mundo islámico y es una de las obras escritas más reputadas de Avicena. Los principios de medicina que describió en este libro hace diez siglos siguen siendo enseñados en la UCLA y en la Universidad de Yale entre otras como parte de la historia de la medicina. Entre otras cosas, el libro introduce la experimentación y la cuantificación sistemáticas en el estudio de la fisiología, y por el descubrimiento de las enfermedades contagiosas.
El Canon de medicina es un texto importante en la medicina unani, una forma de medicina tradicional practicada en la India.

## Título
El título El Canon de medicina viene del título en latín medieval Canon Medicinae, a su vez una traducción del original en árabe القانون في الطب (al-Qānūn fī aṭ-Ṭibb) con el mismo significado. "Canon" (del término Qanun, que significa 'ley' o 'código legal' en árabe y persa) connota aquí un sistema ordenado o una enciclopedia universal completa. La versión medieval común del título era Liber Canonis.

## Desarrollo
Las tradiciones médicas de Galeno y, por lo tanto, de Hipócrates han dominado la medicina islámica desde sus inicios. Avicena buscó encajar esas tradiciones en la filosofía natural de Aristóteles. Él empezó a escribir el Canon en Kunya-Urgench, lo continuó en Rayy y lo finalizó en Hamadán  en 1025. El resultado fue una "summa" clara y ordenada de todo el conocimiento médico de su época. Sirvió como una referencia más concisa en contraste con los 20 volúmenes del corpus médico de Galeno.

## Visión general

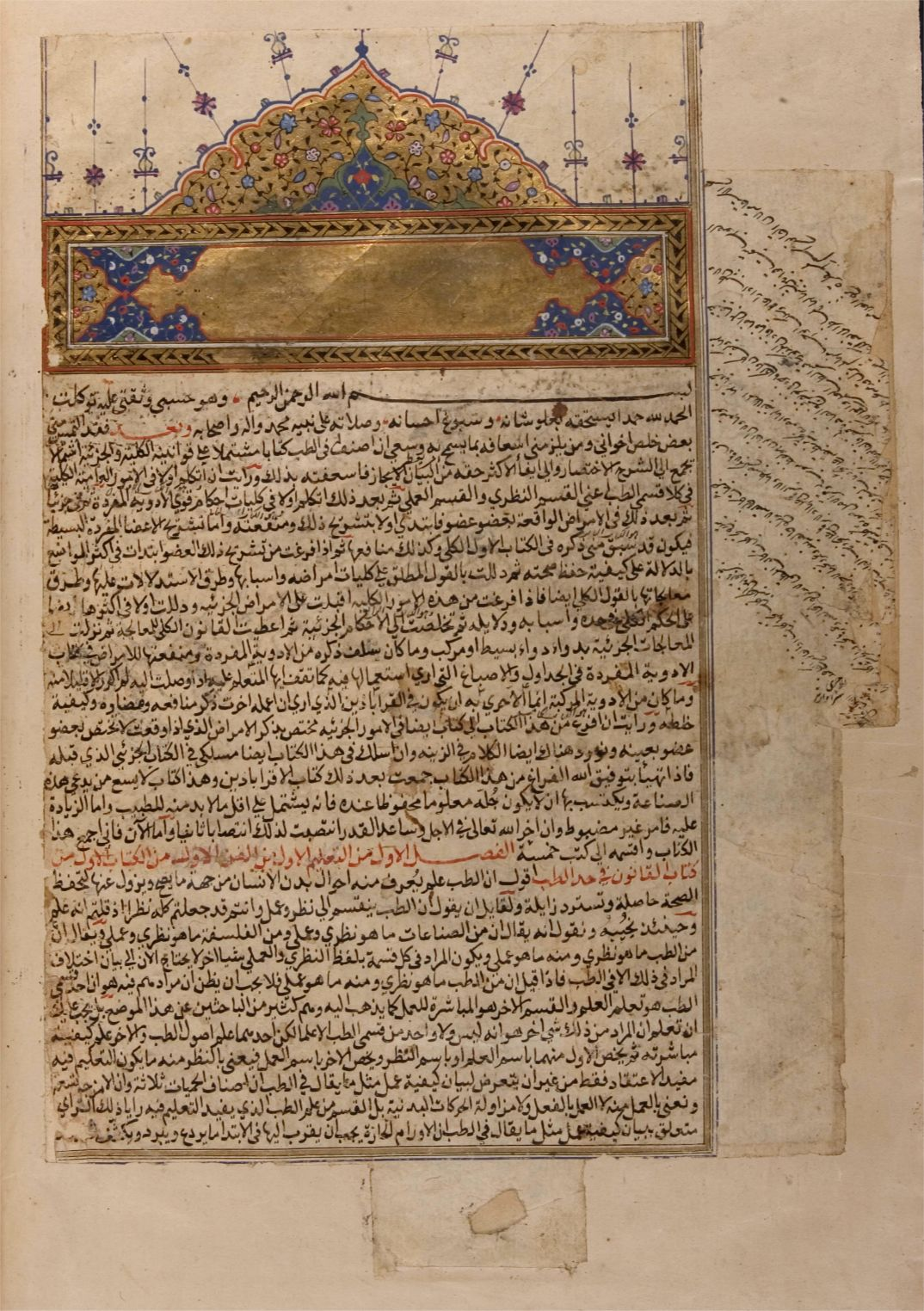
Primera página de la introducción al primer libro (manuscrito árabe, 1597). Biblioteca Histórico Médica de la Escuela de Medicina Yale.

El Canon de medicina se divide en cinco libros:
1. Ensayos sobre principios médicos y fisiológicos básicos, anatomía, regímenes y procedimientos terapéuticos generales
2. Lista de sustancias médicas ordenadas alfabéticamente, seguida de un ensayo sobre sus propiedades generales (Véase: Materia medica).
3. Diagnóstico y tratamiento de enfermedades específicas en una parte del cuerpo.
4. Diagnóstico y tratamiento de afecciones en varias partes del cuerpo o en el cuerpo entero.
5. Formulario de remedios compuestos (Véase: Farmacopea).

Los libros 1, 3 y 4 están divididos cada uno en partes (fanns), capítulos (ta’līms), subcapítulos (jumlahs), secciones (faṣls) y subsecciones (bābs).

## Libro 1
El libro 1 está compuesto por seis tesis que dan una descripción de la medicina en general, los elementos cósmicos que componen el cosmos y el cuerpo humano, la interacción mutua de los elementos (temperamentos), fluidos del cuerpo (humores), anatomía humana y fisiología. El libro explica las causas de la salud y la enfermedad. Avicena consideraba que las causas de la buena salud y de las enfermedades eran las siguientes:
1. Las causas materiales.
2. Los elementos.
3. Los humores.
4. La variabilidad de los humores.
5. Los temperamentos.
6. Las facultades psíquicas.
7. La fuerza vital.
8. Los órganos.
9. Las causas eficientes.
10. Las causas formales.
11. Las facultades vitales.
12. Las causas finales.

Avicena creía que el cuerpo humano no puede recuperar la salud a menos que se determinen las causas tanto de la salud como de la enfermedad. Definió a la medicina (tibb) de la siguiente manera:

"La medicina es la ciencia mediante la cual aprendemos los diversos estados del cuerpo; en salud, cuando no estamos sanos; los medios por los cuales es probable que se pierda la salud y, cuando se pierde, es probable que se recupere. En otras palabras, es el arte que trata de la salud y el arte que la restaura después de haberla perdido."
Avicena

### Tesis I. Definición y enfoque de la medicina
Avicena empieza la primera parte dividiendo la medicina teórica y la práctica médica. Describe lo que dice que son las "cuatro causas" de la enfermedad basándose en la filosofía aristotélica: la causa material, la causa eficiente, la causa formal y la causa final.: 29–31 
1. Causa material: Avicena dice que esta causa es el propio ser humano, "los miembros o el aliento" o "los humores" indirectamente.
2. Causa eficiente: Se divide en dos categorías. La primera causa eficiente es la "extrínseca", o las fuentes externas al cuerpo humano como el aire o la región en la que vivimos. La segunda causa extrínseca es la "intrínseca", o las fuentes internas como el sueño y "su opuesto: el estado de vigilia", los "diferentes períodos de la vida", los hábitos y la raza.
3. Causa formal: Es lo que Avicena llamó "las constituciones; las composiciones". Según el médico inglés Oskar Cameron Grüner (1877-1972), que proporcionó un tratado dentro del Canon de Avicena, esto estaba de acuerdo con Galeno quien creía que la causa formal de la enfermedad se basa en el temperamento del individuo.
4. Causa final: La causa final se da como "las acciones o funciones".

### Tesis II. Los elementos de cosmología
Grüner describe la tesis de Avicena sobre los elementos del cosmos como "la base de todo el Canon".: 39  Avicena insiste aquí que un médico debe asumir los cuatro elementos que describe la filosofía natural: 34 , aunque él deja claro que distingue entre el elemento "simple" (no mezclado con nada más) y lo que experimentamos realmente como agua o aire, como el mar o la atmósfera respectivamente. Los elementos que experimentamos están mezclados con pequeñas cantidades de otros elementos y, por lo tanto, no son las sustancias elementales puras.: 202  Los elementos "ligeros" son el fuego y el aire, mientras que los elementos "pesados" son la tierra y el agua.
1. Tierra: Avicena mantiene la filosofía aristotélica al describir a la tierra como un elemento geocéntrico. La tierra está en reposo, y las demás cosas tienden hacia ella debido a su peso intrínseco. Es fría y seca.[13]: 35
2. Agua: El agua se describe como exterior a la esfera de la tierra e interior a la esfera del aire, debido a su densidad relativa. Es fría y húmeda. "Al estar húmeda, las formas pueden modelarse (con ella) fácilmente, y perderse (y resolverse) con la misma facilidad".[13]: 35
3. Aire: La posición del aire por encima del agua y por debajo del fuego se debe "a su relativa ligereza". Es "caliente y húmedo", y su efecto es "enrarecer" y hacer las cosas "más suaves".[13]: 36
4. Fuego: El fuego es más elevado que los demás elementos, "pues llega hasta el mundo de los cielos". Es caliente y seco; atraviesa la sustancia del aire, y subyuga la frialdad de los dos elementos pesados; "por este poder pone en armonía las propiedades elementales".[13]: 37

### Tesis III. Los temperamentos
El Canon de medicina divide la tesis sobre los temperamentos en tres subsecciones; una visión general, otra visión basada en las partes del cuerpo y la última basada en la edad.

#### I Los temperamentos (Descripción general)
Se dice que los temperamentos son la interacción entre las cualidades de los cuatro elementos, como el conflicto entre la sequedad, la humedad, el frío y el calor. Avicena sugiere que estas cualidades luchan entre sí hasta que se alcanza un estado de equilibrio y este estado se conoce como los temperamentos.: 57–65 
El Canon también adoptó la antigua teoría de los cuatro temperamentos y la amplió para abarcar "los aspectos emocionales, la capacidad mental, las actitudes morales, la autoconciencia, los movimientos y los sueños". Esta teoría ampliada de los cuatro temperamentos figura en el cuadro siguiente:
| Evidencia              | Caliente | Frío                                                 | Húmedo                           | Seco                                           |
| ---------------------- | --- | ---------------------------------------------------- | -------------------------------- | ---------------------------------------------- |
| Estados mórbidos       | Las inflamaciones se vuelven febriles. Pérdida del vigor. | Fiebres relacionadas con el humor seroso. Reumatismo | Languidez                        |                                                |
| Poder funcional        | Energía deficiente. | Poder digestivo deficiente.                          | Digestión difícil.               |                                                |
| Sensaciones subjetivas | Sabor amargo. Sed excesiva. Ardor en la boca del estómago. | Falta de deseo de ingerir líquidos.                  | Salivación mucoide. Somnolencia. | Insomnio. Estado de vigilia.                   |
| Signos físicos         | Pulso elevado, acercándose a la languidez. | Articulaciones flácidas.                             | Diarrea. Párpados hinchados.     | Piel áspera. Hábito adquirido, no innato.      |
| Alimentos y medicinas  | Calefacientes (agentes o sustancias médicas que producen una sensación de calor cuando se aplican al cuerpo) nocivos, infrigidantes (agentes o sustancias médicas que producen una sensación de frío cuando se aplican al cuerpo) beneficiosos. | Infrigidantes nocivos, calefacientes beneficiosos.   | Alimentos húmedos nocivos.       | Régimen seco dañino, humectantes beneficiosos. |
| Relación con el clima  | Peor en verano. | Peor en invierno.                                    |                                  | Malo en otoño.                                 |

Las ocho variedades de equilibrio
El Canon describe a los seres humanos como poseedores de ocho "variedades de equilibrio", o temperamentos diferentes.: 59  Los temperamentos se dividen en dos categorías: en relación con los seres distintos a los hombres y en relación con el propio individuo.
A. En relación con los seres distintos a los hombres
i. "el balance del temperamento observada en el hombre en comparación con otras criaturas".

ii. el temperamento de otros seres humanos

Avicena describe un equilibrio entre calor y frío/humedad y sequedad entre los miembros del cuerpo humano.  El corazón, por ejemplo, es caliente y debe estar en equilibrio de otras partes frías del cuerpo, como el cerebro. Cuando se alcanza este equilibrio entre estos miembros, se considera que la persona está en "balance ideal".: 59–60 
iii. factores externos "como raza, clima, atmósfera"

Este tercer indicador del temperamento asume que cada raza tiene su propio equilibrio. Como ejemplo pone, "Los hindúes, en salud, tienen un balance distinto al de los eslavos, y así sucesivamente". Avicena explica que los diferentes climas contribuyen a los diferentes temperamentos entre las razas.: 60 
iv. en relación con los climas extremos
B. en relación con el propio individuo
v. "en comparación con otra persona"

Aunque Avicena había enumerado el quinto modo "en comparación con otra persona", parece contradecir esa afirmación al explicar que cada individuo tiene un temperamento que es único para sí mismo y diferente a cualquier otra persona.: 59–61 
vi. comparación del propio individuo

vii. comparar un miembro del cuerpo con otro miembro del cuerpo

Aquí el Canon hace la distinción de los miembros en categorías de su "humedad", "sequedad", "calor" y "frialdad" individuales.
viii. comparación de un miembro consigo mismo
El Canon continúa en explicar la posición del Sol en relación con el temperamento ideal y el papel que desempeñan el clima y la piel humana. Los órganos no están ni cerca de ser ideales en temperamento pero la piel es la que más se acerca. Avicena dice que la mano, en especial la palma y la punta del dedo índice, es la más sensible de todas y apta para el contacto táctil. La medicina se describe como "caliente" o "fría", no en función de su temperatura real, sino de su relación con el temperamento del cuerpo humano.: 62–63 
El Canon luego describe cuando los temperamentos son desiguales, en otras palabras, la enfermedad. Avicena los separa en dos categorías, que se explican bastante por sí mismas en el contexto de lo que ya había definido como los temperamentos.
A. "Intemperamentos" simples: 63 
1. Temperamento caliente (más caliente de lo normal)
2. Temperamento frío (más frío de lo normal)
3. Temperamento seco (más seco de lo normal)
4. Temperamento húmedo (más húmedo de lo normal)

B. "Intemperamentos" compuestos
Los intemperamentos compuestos son cuando dos cosas andan mal con el temperamento, es decir, más caliente y más húmedo; más caliente y más seco; más frío y más húmedo; más frío y más seco. Solo hay cuatro porque algo no puede ser caliente y frío o húmedo y seco a la vez. Los cuatro intemperamentos simples y los cuatro compuestos pueden ser divididos cada uno en "aquellos en los que no tienen ninguna sustancia material" y "aquellos en los que interviene alguna sustancia material", para dar un total de dieciséis intemperamentos. Se proporcionan ejemplos de los dieciséis intemperamentos en los "tercer y cuarto volúmenes".: 64 

#### II Los temperamentos de varios miembros
Se describe que cada miembro del cuerpo tiene su propio  temperamento individual, cada uno con su propio grado de calor y humedad. Avicena enlista los miembros del cuerpo en "orden de grado de calor", del más caliente al más frío.: 66 
1. El aliento y "el corazón en el que surge"
2. La sangre, que se dice se genera a partir del hígado
3. El hígado, el cual puede verse como sangre concentrada
4. La carne, la cual podría ser tan caliente como el hígado si no fuera por el tejido nervioso que la impregna
5. Los músculos, los cuales son más fríos que la carne debido a sus tendones y ligamentos, así como por los nervios
6. El bazo, el cual es más frío debido a la expulsión de la sangre
7. Los riñones
8. La pared de las arterias
9. Las venas
10. La piel de las palmas de las manos y las plantas de los pies

Luego se da una lista de los miembros más fríos a los más calientes.: 66 
1. El humor seroso
2. Los cabellos
3. Los huesos
4. El cartílago
5. Los ligamentos
6. El tendón
7. Las membranas
8. Los nervios
9. La médula espinal
10. El cerebro
11. La grasa
12. El aceite del cuerpo
13. La piel

Después se da una lista en orden de humedad. Avicena acredita a Galeno por esta lista en particular.: 67 
1. El humor seroso
2. La sangre
3. El aceite
4. La grasa
5. El cerebro
6. La médula espinal
7. Los pechos y los testículos
8. Los pulmones
9. El hígado
10. El bazo
11. Los riñones
12. Los músculos
13. La piel

Finalmente está la lista en orden de sequedad.: 67–68 
1. El cabello
2. El hueso
3. El cartílago
4. Los ligamentos
5. Los tendones
6. Las membranas serosas
7. Las arterias
8. Las venas
9. Los nervios motores
10. El corazón
11. Los nervios sensitivos
12. La piel

#### III Los temperamentos propios de la edad
El Canon divide a la vida humana en cuatro "períodos" y después subdivide el primer período en cinco categorías separadas.
La siguiente tabla se proporciona para los cuatro períodos de la vida:: 68 
| Período | Título                    | Nombre                        | Años de edad              |
| ------- | ------------------------- | ----------------------------- | ------------------------- |
| I       | El período de crecimiento | Adolescencia                  | Hasta los 30              |
| II      | La flor de la vida        | Período de belleza            | Hasta los 35 o 40         |
| III     | Vida anciana              | Período de declive. Senectud. | Hasta alrededor de los 60 |
| IV      | Edad decrépita            | Senilidad                     | Hasta el final de la vida |

Avicena dice que el tercer período muestra signos de declive en el vigor y cierto declive en la capacidad intelectual. En el cuarto período tanto el vigor como la inteligencia decaen.
Avicena divide la etapa inicial de la vida en la siguiente tabla:: 69 
| Subdivisión | Nombre                  | Características distintivas                                                                                           |
| ----------- | ----------------------- | --- |
| Primera     | Lactancia               | El período previo a que las extremidades estén preparadas para caminar                                                |
| Segunda     | Infancia                | El período de formación de los dientes. Se ha aprendido a caminar, pero no es estable. Las encías no tienen dientes.  |
| Tercera     | Niñez                   | El cuerpo muestra fuerza de movimiento. Los dientes están totalmente fuera. Los contaminantes aún no han aparecido.   |
| Cuarta      | Juvenilidad. "Pubertad" | El período para el desarrollo de vello en la cara y el pubis. Los contaminantes aparecen.                             |
| Quinta      | Juventud                | El período para el límite de crecimiento del cuerpo (para el inicio de la vida adulta). Período de potencia atlética. |

Avicena generaliza que la juventud tiene un temperamento "caliente", pero comenta que hay controversia sobre cuáles períodos de la juventud son más calientes. La noción general de que la juventud es "caliente" en temperamento es debido a la supuesta relación de la juventud con los miembros del cuerpo que son calientes. Por ejemplo, la sangre se consideraba caliente como se mencionó anteriormente, por lo tanto se supone que la juventud es caliente en parte debido a que la sangre es "más abundante" y "más espesa", según Avicena. La evidencia de que la juventud tiene exceso de sangre es sugerida por la observación de Avicena de que los sangrados nasales son más frecuentes en este período. Otros factores que contribuyen son la asociación de la juventud con el esperma y la consistencia de su bilis. Se proporciona una descripción más detallada de la juventud con respecto al calor y la humedad en función del sexo, la ubicación geográfica y la ocupación. Por ejemplo, el Canon dice que las mujeres son más frías y más húmedas.: 69–74 

### Tesis IV. Los humores
El Canon de medicina se basa en los cuatro humores de la medicina hipocrática, pero se refina en diversas maneras. En la patogénesis de las enfermedades, por ejemplo, Avicena "añadió su propia visión de los diferentes tipos de espíritus (o esencias vitales) y almas, cuyas perturbaciones podían provocar enfermedades corporales debido a una estrecha asociación entre estos y órganos maestros como el cerebro y el corazón". Combinó su propia visión con la de los cuatro humores para establecer una nueva doctrina para explicar los mecanismos de varias enfermedades en otra obra que escribió, Sobre la ciencia del pulso:

"A partir de la mezcla de los cuatro [humores] en diferentes pesos, Alá Todopoderoso creó diferentes órganos; uno con más sangre como el músculo, uno con más bilis negra como el hueso, uno con más flema como el cerebro, y uno con más bilis amarilla como el pulmón."

"Alá Todopoderoso creó las almas a partir de la suavidad de los humores; cada alma tiene su propio peso y composición. La generación y alimento del alma propia tiene lugar en el corazón; reside en el corazón y las arterias, y se transmite del corazón a los órganos a través de las arterias. Al principio, [el alma propia] entra a los órganos maestros como el cerebro, el hígado o los órganos reproductores; de ahí pasa a otros órganos mientras la naturaleza del alma es modificada en cada uno [de estos]. Mientras [el alma] está en el corazón, es bastante cálido, con la naturaleza del fuego, y la suavidad de la bilis es dominante. Después, esa parte que va al cerebro para mantenerlo vital y funcionando, se vuelve más fría y húmeda, y en su composición dominan la suavidad serosa y el vapor de la flema. Esa parte, la cual entra al hígado para mantener su vitalidad y funciones, se vuelve más suave, más cálida y sensiblemente húmeda, y en su composición dominan la suavidad del aire y el vapor de la sangre."

"En general existen cuatro tipos de espíritu propio: Uno es el espíritu brutal que reside en el corazón y es el origen de todos los espíritus. Otro – como lo denominan los médicos – es el espíritu sensual que reside en el cerebro. El tercero – como lo llaman los médicos – es el espíritu natural que reside en el hígado. El cuarto es el espíritu generativo – es decir, procreativo – que reside en las gónadas. Estos cuatro espíritus intermedian entre el alma de pureza absoluta y el cuerpo de impureza absoluta."
Avicena, Sobre la ciencia del pulso

#### Definición de humor (fluido corporal)
El Canon define a un humor como "ese 'cuerpo' fluido y húmedo en el que se transforma nuestro alimento": 77  y enumera los cuatro tipos principales de fluidos como sanguíneo, seroso, bilioso y atrabilioso. Los fluidos secundarios son separados en "no excrementicios" y "excrementicios".

#### El humor sanguíneo
Avicena llama a este humor "el más excelente de todos": 78  los humores. Esta sección describe a la sangre y compara sus estados saludables con los no saludables. Avicena describe a la sangre saludable como "de color rojo, no tiene olor desagradable y tiene un sabor muy dulce". La anormalidad de la sangre se debe a un cambio de temperamento o a un humor insalubre que la ha contaminado.: 78–79 

#### El humor seroso
El humor seroso es descrito como un fluido dulce que es frío y húmedo en relación con los humores sanguíneo y bilioso. El humor seroso se parece a la sangre y es necesario para los tejidos corporales por dos razones: proporcionar de nutrientes al tejido como auxiliar y mantener húmedos a los huesos y tejidos.: 78–79 

#### El humor bilioso
El humor bilioso es de color rojo y claro, ligero y picante. Puede seguir dos rutas, ya sea hacia la sangre o hacia la vesícula biliar. Cuando pasa a la sangre, su función es atenuar la sangre de tal manera que le permite atravesar los canales más pequeños del cuerpo. La parte que fluye hacia la vesícula biliar es necesaria, ya que limpia todo el cuerpo de lo superfluo y nutre a la vesícula biliar.

#### El humor atrabilioso
El humor atrabilioso es de color negro, frío y seco. Este humor se dirige al bazo a través de los vasos sanguíneos.

### Tesis V. Anatomía o "Los miembros"
En su tesis sobre "los miembros", Avicena explica que los humores ayudan a formar los miembros del cuerpo, da una descripción general y cómo repararlos.
Algunos son "miembros simples" o "tejidos elementales" como huesos, cartílagos y tendones. Otros son "miembros compuestos" como el corazón, el hígado y el cerebro. También los clasifica en órganos vitales y órganos auxiliares.: 93–106 
Avicena continúa clasificando los órganos por diferentes sistemas. "De acuerdo con las acciones" organiza a los miembros por lo que hacen. "De acuerdo por su origen" clasifica a los miembros asumiendo que cada uno se origina de la sangre o del esperma masculino o "femenino".: 99 

### Tesis VI. Fisiología general o "Las facultades del cuerpo"
En la tesis de "Las facultades del cuerpo", Avicena separa a la vida en tres categorías distintas: Vital, Natural y Animal. Contrasta la opinión de Galeno de que el cerebro es la "sede de la vida sentiente" con la opinión de Aristóteles de que el corazón es la fuente de todas las facultades del cuerpo, y dice que si los médicos consideraran el asunto cuidadosamente estarían de acuerdo con Aristóteles en que el corazón era la fuente última de todas las facultades, incluso si (por ejemplo) el cerebro es donde se manifiesta la facultad racional.: 110–111 

## Libro 2. Materia médica
El libro 2 del Canon (la materia medica) ordena alfabéticamente alrededor de 800 sustancias medicinales "simples" que fueron usadas en su época. Las sustancias eran simples en el sentido de no estar compuestas por otras sustancias. La primera parte da reglas generales sobre fármacos y un tratado sobre lo que se llamó "la ciencia de los poderes de las medicinas". La segunda parte es una lista de 800 sustancias simples de origen floral, mineral y animal. Cada entrada contiene el nombre de la sustancia, su criterio de beneficencia (que a veces describe cómo se encuentra la sustancia en la naturaleza), y su naturaleza o cualidades primarias. A continuación se enumera una o más de las 22 acciones generales posibles, seguidas de propiedades específicas enlistadas según una tabla de 11 tipos de enfermedades. Finalmente se dan posibles sustitutos de las sustancias.: 223 
El Canon contiene siete reglas para experimentar con nuevos fármacos, en parte tomadas de Galeno.
1. "El fármaco debe estar libre de cualquier cualidad adquirida", por ejemplo, por exposición al calor o al frío, o  por almacenamiento cercano con otras sustancias.
2. "El experimento debe realizarse en una condición única, no compuesta"; en otras palabras, no debe probarse en un paciente con enfermedades complejas o múltiples.
3. "El fármaco debe probarse en dos condiciones contrarias": un fármaco puede actuar directamente sobre una enfermedad pero también puede ser eficaz contra otra enfermedad aliviando sus síntomas.
4. "La calidad del fármaco debe corresponder con la potencia de la enfermedad... lo mejor es primero experimentar usando la [dosis] más débil y luego aumentarla gradualmente hasta conocer la potencia del fármaco, sin dejar lugar a dudas".
5. "Se debe considerar el tiempo necesario para que el fármaco surta efecto. Si el fármaco tiene un efecto inmediato, esto demuestra que ha actuado contra la propia enfermedad".
6. "El efecto del fármaco debería ser el mismo en todos los casos o, al menos, en la mayoría. Si ese no es el caso, entonces el efecto es accidental, porque las cosas que ocurren naturalmente son siempre o en su mayor parte consistentes".
7. "Los experimentos deben realizarse en el cuerpo humano [...] la calidad del medicamento podría significar que afectaría al cuerpo humano de manera diferente que al cuerpo animal..."[10]

El Canon recomendaba la experimentación de las nuevas medicinas con animales y humanos antes de su uso generalizado.

## Libro 3. Patología especial
El libro 3 está ordenado por cada parte del cuerpo, progresando desde la parte superior hasta la parte inferior; y cubriendo la función y enfermedades de cada órgano, así como la etiología, síntomas, diagnóstico, pronóstico y tratamiento de cada enfermedad comentada. El tercer libro también se divide en varias secciones, que incluyen:
1. Cabeza, Ojos, Orejas, Nariz, Boca, Garganta, Dientes.
2. Pecho, Pulmones, Corazón.
3. Tracto digestivo: estómago, intestinos; hígado, vesícula biliar y bazo.
4. Sistema urinario.
5. Concepción, Embarazo, Útero, Enfermedades de las mujeres.
6. Músculos, Articulaciones, Pies.
7. Temas especiales: Los intemperamentos del cerebro; Dolor de cabeza; Enfermedades del cerebro; Epilepsia; Parálisis.

La información presentada en el libro 3 de El Canon de medicina representa algunas de las contribuciones más importantes de Avicena a varios campos de estudio, incluyendo la ateroesclerosis, el examen del pulso, las migrañas, las cataratas, el síncope vasovagal  y las neurociencias.

### Apoplejías
Las apoplejías se describen con gran detalle en el libro 3 de El Canon de medicina. En primer lugar, se identifican dos causas de la apoplejía: la obstrucción de los vasos cerebrales, y la obstrucción del espíritu afectivo del cerebro, esta última sólo puede explicarse usando las teorías de la medicina humoral. La obstrucción de los vasos se subdivide en dos tipos: colapso e isquemia.
Tras esta descripción de las causas de la apoplejía, Avicena comenta cómo los agentes bloqueantes proceden de los humores sanguíneo o flemático, y cómo éstos son más abundantes en las personas de naturaleza húmeda y fría. El libro 3 de El Canon de medicina también enumera varias manifestaciones de la apoplejía: asfixia, hemiplejía, "dolor de cabeza con congestión de la vena yugular, mareo, vértigo, visión oscurecida, temblor, ansiedad, debilidad, rechinar de dientes durante el sueño y orina oscura con partículas", y distingue entre las distintas causas y tipos de apoplejía: apoplejía fría, coma, hemorragia subaracnoidea y traumatismo. Por último, en el libro 3 se analizan varios tratamientos para la apoplejía, que incluyen el uso de hierbas medicinales e "intervenciones no farmacológicas como la venopunción y la aplicación de ventosas secas o húmedas en la parte inferior del cuello y superior de la espalda". Aunque los informes sobre las causas y los tratamientos de la apoplejía se basan en teorías de la medicina humoral, estas descripciones siguen siendo similares a la comprensión moderna de las apoplejías.

### Neurociencia
El libro 3 también contiene un capítulo extenso sobre neurociencia, el cual "comienza explicando la estructura y función del sistema nervioso, ...partes del cerebro, la médula espinal, los ventrículos, las meninges, los nervios y las raíces, ...[y] desórdenes neurológicos y neuropsicológicos, incluyendo signos y síntomas y estrategias de tratamiento".
Además, se describen varias condiciones neurológicas específicas, que incluyen: epilepsia, apoplejía, parálisis, vértigo, espasmos, boca seca, temblor, meningitis, amnesia y demencia, lesiones y traumatismos en la cabeza, histeria y trastorno de conversión, desmayo y estupor, tic nervioso, desórdenes sexuales, mal de amores, delirios y alucinaciones, insomnio, sopor, pesadillas, manía y psicosis, melancolía, paranoia, astenia, hidrocefalia, y ciática. El libro 3 de El Canon de medicina también describe quince tipos de dolor de cabeza, así como descripciones de los tratamientos para cada una de estas afecciones que se dividen en tres pasos: cambios en el estilo de vida, medicinas simples y medicinas compuestas. En algunos casos también se recomendaba la intervención quirúrgica y otras estrategias no farmacológicas.
De entre las muchas enfermedades mentales que Avicena describió en el Canon, una es de interés particular: el mal de amores. Se dice que Avicena le diagnosticó esta condición a un príncipe en Gorgán que estaba postrado y cuya enfermedad había desconcertado a los médicos del lugar. Avicena observó un desajuste en el pulso del príncipe cuando se le mencionaba el paradero y el nombre de su amada. El médico persa prescribió un remedio muy sencillo: unir al paciente con su amada.

## Libro 4. Enfermedades especiales que afectan a más de un miembro
El libro 4 cubre enfermedades que afectan a todo el cuerpo como fiebres o envenenamientos, o afecciones que podían ocurrir en cualquier parte del mismo como heridas o fracturas de hueso. El libro "concluye con un tratado sobre higiene personal, enfatizando en el cuidado del cabello, la piel, las uñas, el olor corporal, y el tratamiento de personas con sobrepeso o peso bajo".
En el libro 4, como ocurre con otros escritos médicos islámicos antiguos, se dedicaron grandes secciones para cubrir las fiebres con gran detalle. Se distinguieron varios tipos de fiebre, en parte según la ubicación de los factores causantes de cada enfermedad específica:
1. Efímeras (que involucran al pneuma).
2. Pútridas (putrefacción de los residuos humorales).
3. Hécticas (ocurren en un órgano principal).

Cada una de estas clasificaciones se subdividió a su vez. Por ejemplo, Avicena enumeró 23 tipos de fiebres efímeras.
El Canon distingue la mediastinitis de la pleuritis y reconoce la naturaleza contagiosa de la tuberculosis y la expansión de las enfermedades por el agua y la tierra. Ofrece un diagnóstico científico de la anquilostomiasis y atribuye la condición a una lombriz intestinal. El Canon señala la importancia de la dieta, la influencia del clima y del entorno sobre la salud, así como el uso quirúrgico de la anestesia oral. Avicena aconsejaba a los cirujanos tratar el cáncer en sus primeras etapas, asegurándose de extirpar todo el tejido afectado.
Ibn Sina observó la estrecha relación entre las emociones y la condición física y supo que la música ejercía un efecto físico y psicológico total en los pacientes.

## Libro 5. Formulario
El libro 5 (el Formulario) enumera 650 medicamentos compuestos,  : 23–24  atribuyéndolos a diversas fuentes árabes, indias y griegas. Avicena agregó comentarios, destacando las diferencias entre recetas de diferentes fuentes y, a veces, dando su propia receta. También dio su opinión sobre la eficacia (o ineficacia) de algunos remedios y dio detalles de dónde procedían determinados ingredientes y cómo se preparaban. Estaba a favor de remedios probados y comprobados a través de la experiencia, advirtiendo que los compuestos podrían tener efectos inesperados o mucho más fuertes de lo que podría esperarse de los efectos de los componentes individuales.

## Legado y recepción

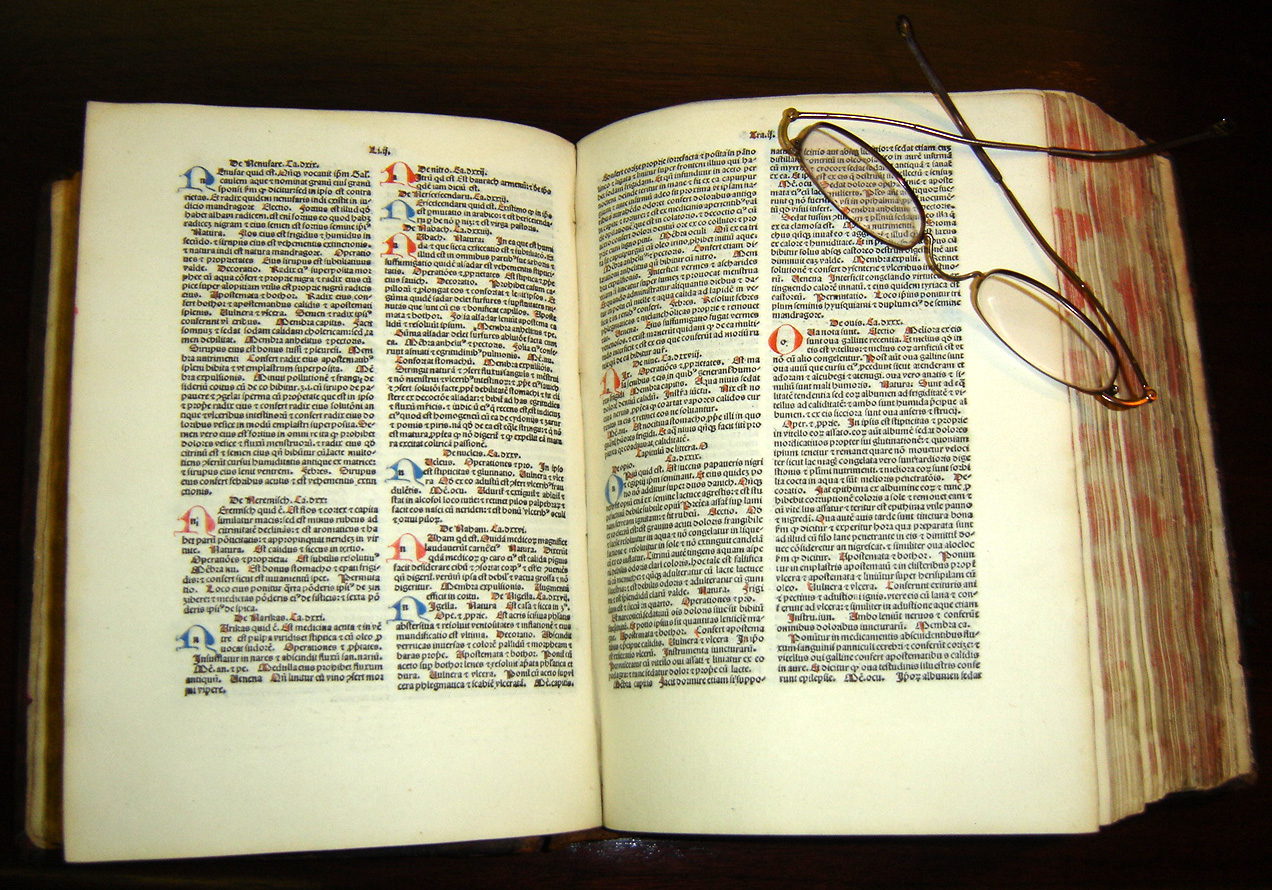
Copia latina del Canon de la Medicina, fechada en 1484, situada en la Biblioteca Histórico Médica P.I. Nixon del Centro de Ciencias de la Salud de la Universidad de Texas en San Antonio, Sistema Universitario de Texas.

El texto árabe del Qanun fue traducido al latín como Canon medicinae por Gerardo de Cremona (de manera confusa, parece que hubo dos hombres llamados Gerardo de Cremona, ambos traductores de textos árabes al latín. El primero estuvo activo en el siglo XII y se enfocó en astronomía y otras obras científicas, mientras que el segundo estuvo activo en el siglo XIII y se concentró en obras médicas. El escritor británico Nicholas Ostler afirma que fue este último, también conocido como Gerardo de Sabloneta, quien tradujo el Qanun y otras médicas al latín en el siglo XIII). Su contenido enciclopédico, su organización sistemática y  su combinación de la medicina de Galeno con la ciencia y filosofía de Aristóteles ayudó al Canon a alcanzar un lugar de prominencia en la escolástica médica de Europa. Los médicos comenzaron a usar el Canon en el siglo XIII, mientras que los cursos de las universidades implementaron el texto a partir del siglo XIV. A partir de entonces, el Canon fue la principal guía de la ciencia de la medicina en Occidente y se cree que influenció a Leonardo da Vinci. La influencia del Canon declinó en el siglo XVI como resultado de la preferencia de los humanistas en la medicinas por las autoridades grecorromanas sobre las árabes, aunque otros defendieron las innovaciones de Avicena más allá de los textos clásicos originales. El texto se estuvo leyendo en las escuelas de medicina de Montpellier y Lovaina hasta 1650, y Arnold C. Klebs lo describió como "uno de los fenómenos intelectuales más significativos de todos los tiempos". Cayó en desuso de los programas de estudios universitarios, aunque todavía se enseñaba como literatura de referencia en Padua en 1715. 
La copia más antigua conocida del libro 5 de El Canon de medicina, datada en 1052, se conserva en la colección del Aga Khan y se encuentra en el Aga Khan Museum (un museo de arte islámico), en Toronto, Ontario, Canadá.  La primera versión impresa del Canon en latín apareció en 1472, pero solo abarcaba el libro 3. Poco despué se publicaron 11 incunables completos, seguidos de 14 ediciones más en latín en el siglo XVI hasta 1608.
Además del latín, El Canon de medicina fue traducido al hebreo por el traductor judío-italiano Nathan ben Eliezer ha-Me'ati durante el siglo XIII (c. 1279), y también se hicieron traducciones completas al turco y persa durante el siglo XVIII. La traducción más reciente al persa fue hecha por el poeta kurdo Hejar en 1979 y publicada por la Universidad de Teherán.
William Osler describió al Canon como "el libro de texto médico más famoso jamás escrito", y señaló que ha sido "una biblia médica durante más tiempo que cualquier otra obra".
George Sarton, el padre de la historia de la ciencia, escribió en su Introducción a la historia de la ciencia:

Uno de los mayores exponentes del universalismo musulmán y una eminente figura en la cultura islámica fue Ibn Sina, conocido en Occidente como Avicena (981-1037). Durante mil años ha conservado su renombre original como uno de los más grandes pensadores e investigadores de medicina de la historia. Sus obras médicas más importantes son el Qanun (Canon) y un tratado sobre medicamentos cardíacos. El 'Qanun fi-l-Tibb' es una inmensa enciclopedia de medicina. Contiene algunos de los pensamientos más esclarecedores incluyendo la distinción entre la mediastinitis y la pleuritis, la naturaleza contagiosa de la tuberculosis, la expansión de las enfermedades por el agua y la tierra, descripciones minuciosas de problemas dermatológicos, las enfermedades de transmisión sexual y las perversiones, enfermedades del sistema nervioso.